# Daniel Meinertzhagen (Bankier)
Daniel Meinertzhagen V. (* 8. Dezember 1801 in Bremen; † 12. Juli 1869 in London) war ein deutsch-englischer Kaufmann und Bankier.

## Biografie

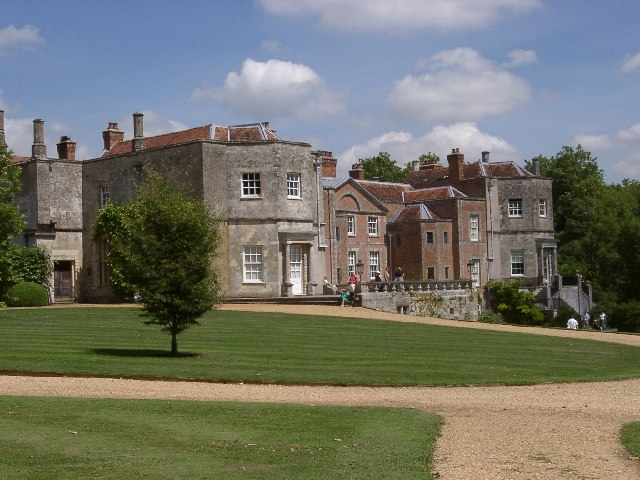
Mottisfont Abbey in Hampshire, der Familiensitz der Meinertzhagens

Daniel Meinertzhagen V. stammt aus einer alten Kaufmannsfamilie. Sein Urgroßvater war der Kaufmann und Bremer Senator Daniel Meinertzhagen II. (1697–1765), sein Großvater Daniel Meinertzhagen III. (1733–1807) war Bremer Kaufmann sowie Eltermann in Bremen und Ratsherr im Bremer Rat und sein Vater der Kaufmann Daniel Meinertzhagen IV. (1772–1848).
Daniel Meinertzhagen V. zog nach dem Bankrott der väterlichen Firma 1826 nach England und wurde 1837 in England eingebürgert. Er heiratete 1833 Amelia Huth (1801–1887), die Tochter des Bankiers Frederick Huth (1777–1864) und Schwester von Henry Huth (1815–1878) (Bankier und Büchersammler), und wurde ab 1833 in der Bank seines Schwiegervaters aufgenommen sowie 1850 Partner der Bank Frederick Huth & Co., die zur zweitwichtigsten englisch-deutschen Handelsbank nach den Rothschilds wurde.
Als englischer Kaufmann und Bankier unterstützte Meinertzhagen die Beziehungen des Handels zwischen England und der bremischen Wirtschaft. Deshalb wurde er 1859 zusammen mit Albert Schumacher, dem bremischen Generalkonsul in Baltimore, Ehrenbürger von Bremen. Das Bremer Ehrenbürgerrecht ist die höchste Auszeichnung, die an Persönlichkeiten verliehen wurde, die sich um das Land verdient gemacht haben.
Sein einziger Sohn Daniel Meinertzhagen VI. (1842–1910), verheiratet mit Georgina Potter (1850–1914), war Seniorpartner in der Bank. Dessen Sohn aus zweiter Ehe war der britische Oberst und Naturforscher (Ornithologie) Richard Meinertzhagen (1878–1967).